# Carrer de Sant Ramon (Palafrugell)
El carrer de Sant Ramon de Palafrugell (Baix Empordà) és un carrer del centre històric, paral·lel als carrers del Camí Fondo i del Camí de la Rajola, entre el carrer de la Llibertat i la plaça de Joan Coromines.
Està dedicat a sant Ramon de Penyafort, que es venera en la capella de Sant Ramon d'Ermedàs. El 1936 es va canviar el nom a carrer d'Astúries, i es va restablir el 1939.
Les cases en els números 5 i 7 són obres d'estil eclèctic incloses en l'Inventari del Patrimoni Arquitectònic de Catalunya. Formen un conjunt interessant datat el 1910. Sembla però probable que en aquesta data s'hi fes una reforma, ja que en l'edifici conviuen estructures i elements decoratius del segle xix, modernistes (forja), i d'altres clàssics (palmetes, raïms) que connecten ja amb el noucentisme.

## Casa al número 5
És un edifici de planta baixa i un pis, amb façana simètrica que presenta obertures amb llindes. A la planta baixa hi ha tres obertures; la central és la porta d'accés, i té als costats finestres amb reixa. Al pis principal hi ha dues obertures situades damunt les finestres de la planta, amb un balcó comú sostingut per mènsules i barana de ferro forjat de tipus modernista. El coronament és amb cornisa sostinguda per mènsules decorades i barana de terrat de terra cuita. Els elements més remarcables de la decoració són les bandes verticals situades a banda i banda de les obertures i el fris que es troba sota la cornisa de coronament, que presenten relleus amb motius relatius a la vinya; les obertures presenten, així mateix, interessants relleus a la part superior, situats al damunt d'una senzilla cornisa.

## Casa al número 7

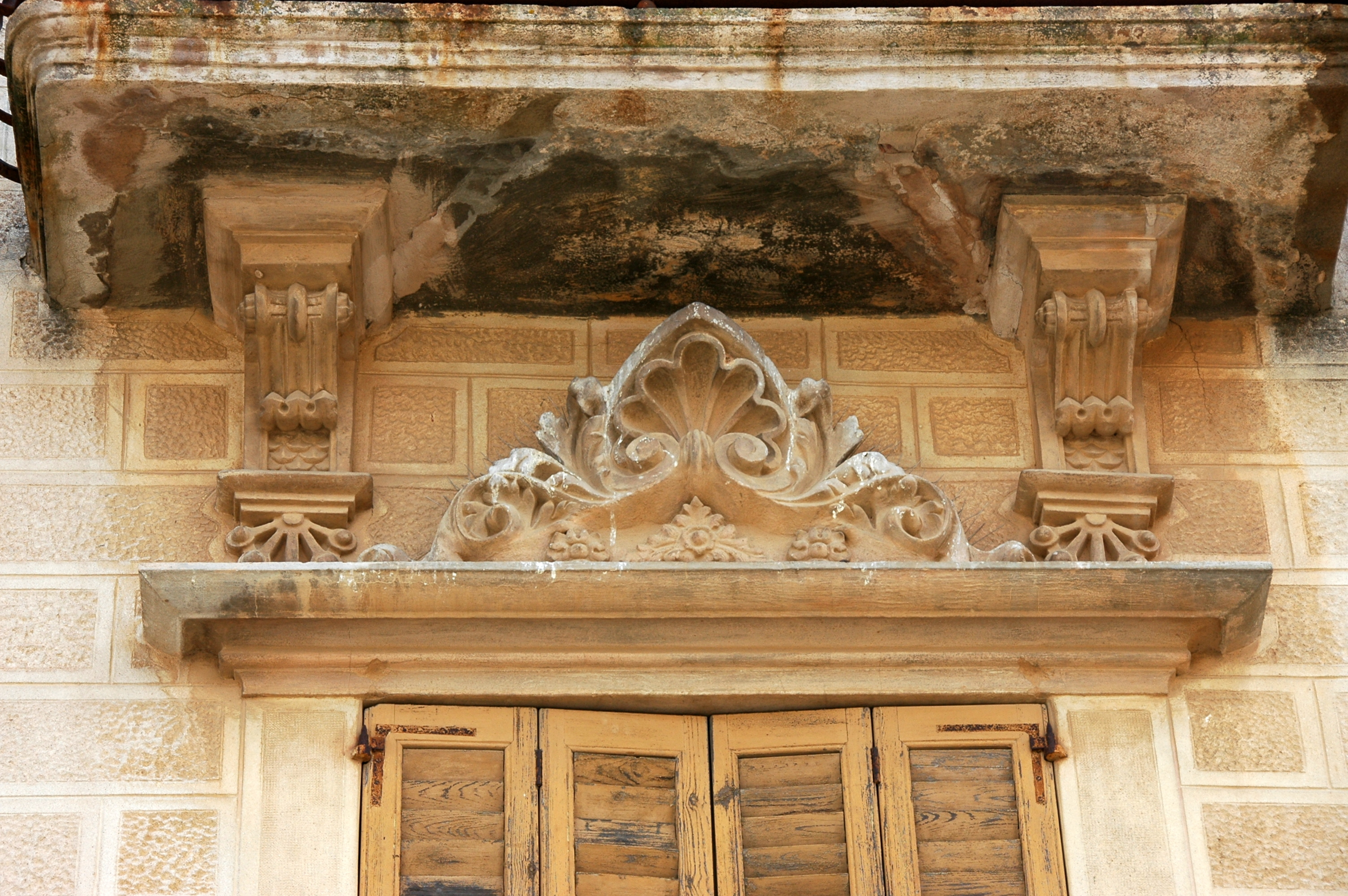
Detall de la casa al número 7

És un edifici entre mitgeres, de planta baixa i dos pisos, amb coberta de teula a dues vessants. La composició de la façana principal, al carrer de Sant Ramon, és simètrica. A la planta baixa hi ha la porta d'accés, d'arc de mig punt amb motllura superior i relleu ornamental de tema floral; a banda i banda hi ha finestres rectangulars també amb motllures decoratives. Els pisos superiors tenen tres balcons cadascun, sostinguts per mènsules decorades, amb obertures amb llindes i barana de ferro forjat; els relleus són de la mateixa tipologia que els de la planta baixa. El coronament és amb cornisa i barana calada. La façana posterior, que dona al camí Fondo, té una terrassa al nivell del segon pis. L'edifici es conserva en bon estat i té la façana arrebossada, imitant carreus.